# Wapen van Moorsele

Het wapen van Moorsele tussen 1950 en 1976

Het wapen van Moorsele werd bij KB van 3 februari 1950 aan de toenmalige West-Vlaamse gemeente Moorsele toegekend. Sinds Moorsele in 1976 met de gemeente Wevelgem fuseerde, heeft het wapen geen officiële status meer. Het wapen kan als volgt geblazoeneerd worden:

Gevierendeeld van goud en van sabel.

## Symboliek van het wapen
Het wapen van Moorsele stemt overeen met dat van de adellijke familie van Lens. Op het einde van de 18e eeuw was Robert Maria Alexander van Lens, erfmaarschalk van West-Vlaanderen, de laatste heer van Ooigem, Bavikhove en Moorsele.

## Oudere wapens
Op 12 december 1822 werd aan de gemeente Moorsele een wapen toegekend dat elementen uit de landbouw bevatte. Het werd als volgt geblazoeneerd:

Van zwart, beladen met een bijenkorf omgeven van vijf vliegende bijen en vergezeld van boven van twee weverspoelen geplaatst als een St. Andrieskruis, alles van goud. 

Aangezien dit wapen echter geen enkele historische grondslag had, kende een KB van 31 mei 1855 een nieuw wapen toe:

D'or à deux bandes de gueules.

Ook dit laatste wapen was echter problematisch. Het zou naar de 13e-eeuwse heren van Moorsele moeten verwijzen, maar is eigenlijk het wapen van de heren van Moorslede. De verwarring tussen beide (aan elkaar grenzende) gemeenten is niet ongewoon, in het bijzonder omdat Moorslede in de plaatselijke streektaal Moorslee heet.

Het wapen tussen 1822 en 1855
Het wapen tussen 1855 en 1950

## Verwante symbolen en wapens

Het wapen van Bavikhove
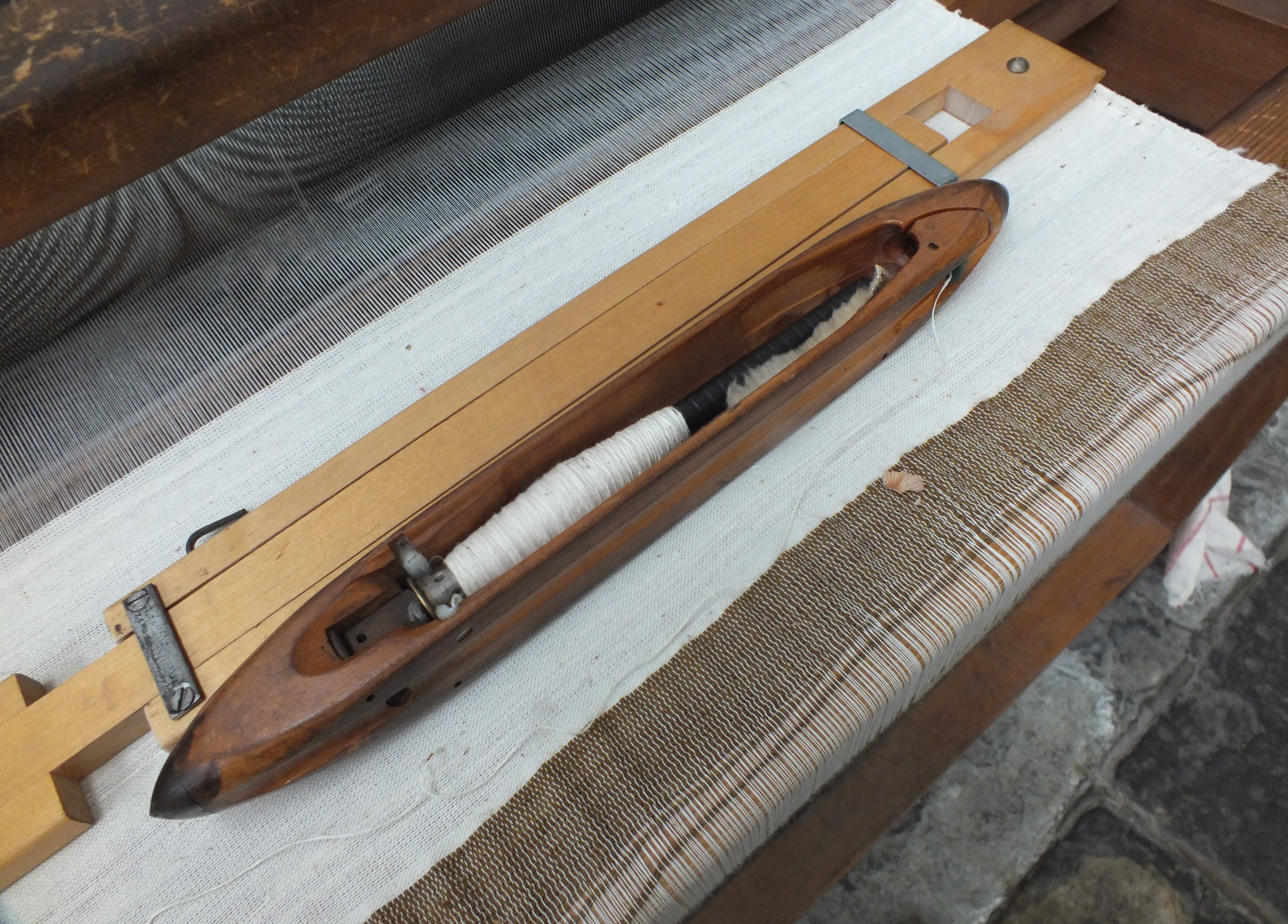
Een weversspoel, afgebeeld in het wapen van 1822

Alveringem · Anzegem · Ardooie · Avelgem · Beernem · Blankenberge · Bredene · Brugge · Damme · De Haan · De Panne · Deerlijk · Dentergem · Diksmuide · Gistel · Harelbeke · Heuvelland · Hooglede · Houthulst · Ichtegem · Ieper · Ingelmunster · Izegem · Jabbeke · Knokke-Heist · Koekelare · Koksijde · Kortemark · Kortrijk · Kuurne · Langemark-Poelkapelle · Ledegem · Lendelede · Lichtervelde · Lo-Reninge · Menen · Mesen · Middelkerke · Moorslede · Nieuwpoort · Oostende · Oostkamp · Oostrozebeke · Oudenburg · Pittem · Poperinge · Roeselare · Spiere-Helkijn · Staden · Tielt · Torhout · Veurne · Vleteren · Waregem · Wervik · Wevelgem · Wielsbeke · Wingene · Zedelgem · Zonnebeke · Zuienkerke · Zwevegem

Voormalige gemeentewapens: 
Aalbeke · Bavikhove · Moorsele · Vlamertinge